# Huntington Hornets
Die Huntington Hornets waren ein US-amerikanisches Eishockeyfranchise der International Hockey League aus Huntington, West Virginia. Die Spielstätte der Hornets war das Veterans Memorial Fieldhouse. 

## Geschichte
Die Grand Rapids Rockets aus der International Hockey League wurden 1956 von Grand Rapids, Michigan, nach Huntington, West Virginia, umgesiedelt und in Huntington Hornets umbenannt. In ihrer ersten und einzigen Spielzeit verpasste die Mannschaft mit dem fünften und somit vorletzten Platz in der IHL das Finale um den Turner Cup, wobei die zweitplatzierten Indianapolis Chiefs mit 57 Punkten nur einen Punkt mehr in der regulären Saison erreichten als Huntington. Im Anschluss an die Saison 1956/57 wurde das Franchise verkauft und nach Louisville, Kentucky, verlegt, wo es anschließend unter dem Namen Louisville Rebels am Spielbetrieb der IHL teilnahm.

## Saisonstatistik
Abkürzungen: GP = Spiele, W = Siege, L = Niederlagen, T = Unentschieden, OTL = Niederlagen nach Overtime SOL = Niederlagen nach Shootout, Pts = Punkte, GF = Erzielte Tore, GA = Gegentore, PIM = Strafminuten
| Saison  | GP | W  | L  | T | OTL | SOL | Pts | GF  | GA  | Platz   | Playoffs |
| 1956–57 | 60 | 26 | 30 | 4 | —   | —   | 56  | 180 | 188 | 5., IHL |          |

## Team-Rekorde

### Karriererekorde
Spiele: 60  Ronnie Spong
Tore: 25  Ronnie Spong
Assists: 30  Don Davidson
Punkte: 54  Ronnie Spong
Strafminuten: 161  Garnet Schai